# Respect KAYAMA YUZO
『Respect KAYAMA YUZO』（リスペクトかやまゆうぞう）は、2017年4月12日にドリーミュージックから発売された加山雄三へのトリビュート・アルバム。
加山の80歳の誕生日（4月11日）に合わせてリリースされた。
加山の80歳を記念し、既存音源から編集されたコンピレーション・アルバムである。

## 収録曲
全曲、弾厚作（加山雄三）の作曲。★印以外は岩谷時子の作詞。「ブラック・サンド・ビーチ」はInstrumental、「夜空を仰いで」は作詞も弾厚作。
行末の括弧書きは、（『初出アルバム』、年、☆印はシングル曲）。
1. 夜空の星 / 忌野清志郎（『RUFFY TUFFY』1999年☆＝「QTU」カップリング）
2. 君といつまでも / 髙橋真梨子（『No Reason 〜オトコゴコロ〜』2009年）
3. ブラック・サンド・ビーチ★ / ベンチャーズ（『ポップス・イン・ジャパン』[4]』1967年☆＝「ボンベイ・ダック」B面曲）
4. 夕陽は赤く / 南佳孝（『ラジオな曲たち NIGHT AND DAY』2016年☆）
5. お嫁においで / 福山雅治（『The Golden Oldies』2002年）
6. 夜空を仰いで★ / 憂歌団（『LOST TAPES』2005年）
7. 旅人よ / 井上陽水（『UNITED COVER』2001年☆＝「コーヒー・ルンバ」カップリング）
8. 湘南ひき潮 / 森山良子（『60 CANDLES』1997年）
9. 君のために / TUBE（『60 CANDLES』1997年）
10. 海 その愛 / 徳永英明（『60 CANDLES』1997年）
11. 恋は紅いバラ / 竹中直人（『竹中直人のオレンジ気分』2011年☆）